# The Night Guardian
The Night Guardian (Originaltitel: persisch نگهبان شب) ist ein iranisches Filmdrama von Reza Mirkarimi aus dem Jahr 2022, das von Iran für den Oscar in der Kategorie Bester internationaler Film vorgeschlagen wurde.

## Inhalt
Der Film handelt von einem naiven jungen Dorfjungen namens Rasool, dessen ruhiges und unbeschwertes Leben durch den vertrauensvollen Behnam, den Ingenieur eines Bauprojekts, auf den Prüfstand gestellt wird.

## Produktion
Der Film feierte im Februar 2022 auf dem Internationalen Fajr-Filmfestival Premiere und Reza Mirkarimi gewann die Kategorie Beste Regie, wobei der Film noch in sieben weiteren Kategorien nominiert war.
Der Film wurde von Iran für den Oscar in der Kategorie Bester internationaler Film vorgeschlagen, wobei er sich gegen Conjugal Visit von Omid Shams und The Town von Ali Hazrati durchsetzte.

## Rezeption
Deborah Young für The Verdict: „Sehr schön sind die alten persischen und aserbaidschanischen Lieder, die von Zeit zu Zeit im Radio zu hören sind und der schmuddeligen modernen Kulisse und Geschichte eine subtil wehmütige Note verleihen. Die nervöse Handkameraführung geht zwar nach einer Weile auf die Nerven, verleiht den langatmigen Szenen jedoch die nötige Spannung, während die warme, goldfarbene Beleuchtung von Kameramann Morteza Hodaei sehr willkommen ist.“

## Auszeichnungen (Auswahl)
- 2022: Internationales Fajr-Filmfestival in der Kategorie Beste Regie